# 楊松年 (萬曆進士)
楊松年（1568年—1626年），字，號崑林，四川順慶府西充縣人，南充縣籍，治《禮記》。

## 生平
戊辰三月十九日生。中式萬曆十六年（1588年）戊子科四川鄉試舉人。年二十五歲中式萬曆二十年（1592年）壬辰科第二甲第四十六名進士。都察院觀政，丁憂歸。二十四年授户部主事，二十六年管明智坊草场，二十七年管通州倉，本年升员外郎，升郎中，二十八年养病。三十三年起添注原职，三十四年官徽州府知府，三十八年升湖廣副使，四十一年升贵州右参政，四十五年升按察使，四十八年升廣東右布政使，天啓元年二月升貴州左布政使，录川贵捣巢解围功，三年十一月候升京堂，五年二月升南京鸿胪寺卿，六月升南京光祿寺卿，六年卒，崇祯元年贈兵部右侍郎。

## 家族
曾祖楊拱；祖楊應祥，亞魁，贈户部员外郎；父楊沂，隆慶戊辰進士，鳳翔知府。